# العلاقات القبرصية النيبالية
العلاقات القبرصية النيبالية هي العلاقات الثنائية التي تجمع بين قبرص ونيبال.

## مقارنة بين البلدين
هذه مقارنة عامة ومرجعية للدولتين:
| وجه المقارنة                                              | قبرص                                                                 | نيبال                               |
| --------------------------------------------------------- | -------------------------------------------------------------------- | ----------------------------------- |
| المساحة (كم2)                                             | 9.24 ألف                                                             | 147.18 ألف                          |
| عدد السكان (نسمة)                                         | 1.14 مليون                                                           | 29.40 مليون                         |
| الكثافة السكانية (ن./كم²)                                 | 123.38                                                               | 199.76                              |
| العاصمة                                                   | نيقوسيا                                                              | كاتماندو                            |
| اللغة الرسمية                                             | اليونانية الحديثة، اللغة التركية، لغة يونانية                        | اللغة النيبالية                     |
| العملة                                                    | يورو، جنيه قبرصي                                                     | روبية نيبالية                       |
| الناتج المحلي الإجمالي (بليون دولار)                      | 21.65 مليار                                                          | 24.47 مليار                         |
| الناتج المحلي الإجمالي (تعادل القوة الشرائية) بليون دولار | 26.73 مليار                                                          | 70.20 مليار                         |
| الناتج المحلي الإجمالي الاسمي للفرد دولار أمريكي          | 23.24 ألف                                                            | 743                                 |
| الناتج المحلي الإجمالي للفرد دولار أمريكي                 | 30.24 ألف                                                            | 2.37 ألف                            |
| مؤشر التنمية البشرية                                      | 0.850                                                                | 0.548                               |
| رمز المكالمات الدولي                                      | +357                                                                 | +977                                |
| رمز الإنترنت                                              | .cy                                                                  | .np                                 |
| المنطقة الزمنية                                           | ت ع م+02:00، ت ع م+03:00، توقيت شرق أوروبا، توقيت شرق أوروبا الصيفي ‏ | ت ع م+05:45، التوقيت الموحد لنيبال ‏ |

## منظمات دولية مشتركة
يشترك البلدان في عضوية مجموعة من المنظمات الدولية، منها:
| علم المنظمة | اسم المنظمة                               | تاريخ انضمام قبرص | تاريخ انضمام نيبال |
| ----------- | ----------------------------------------- | ----------------- | ------------------ |
|             | مؤسسة التنمية الدولية                     | 2 مارس 1962       | 6 مارس 1963        |
|             | يونسكو                                    | 6 فبراير 1961     | 1 مايو 1953        |
|             | مؤسسة التمويل الدولية                     | 2 مارس 1962       | 7 يناير 1966       |
|             | منظمة حظر الأسلحة الكيميائية              | ?                 | ?                  |
|             | الأمم المتحدة                             | 20 سبتمبر 1960    | 14 ديسمبر 1955     |
|             | منظمة الشرطة الجنائية الدولية             | ?                 | ?                  |
|             | البنك الدولي للإنشاء والتعمير             | 21 ديسمبر 1961    | 6 سبتمبر 1961      |
|             | الاتحاد البريدي العالمي                   | ?                 | ?                  |
|             | المركز الدولي لتسوية المنازعات الاستشارية | 25 ديسمبر 1966    | 6 فبراير 1969      |
|             | وكالة ضمان الاستثمار متعدد الأطراف        | 12 أبريل 1988     | 9 فبراير 1994      |
|             | منظمة التجارة العالمية                    | ?                 | ?                  |
|             | الفريق المعني برصد الأرض                  | ?                 | ?                  |

## وصلات خارجية
- موقع وزارة الخارجية القبرصية
- موقع وزارة الخارجية النيبالية